# پی‌زی مایرز
پی زی مایرز یا پل زکری مایرز، (به انگلیسی: PZ Myers) زاده ۹ مارس ۱۹۵۷، یک دانشمند آمریکایی و استاد زیست‌شناسی در دانشگاه مینه‌سوتا موریس است. او بنیان‌گذار وبلاگ علمی فارینگیولا است، که در شبکه‌های میزبان ساینس بلاگز و فیری‌تاوت بلاگز شعبه دارد. او در حال حاضر روی زیست‌شناسی رشدی گورخرماهی کار می‌کند و علاقه ویژه‌ای به زیست‌شناسی سرپایان دارد.
در سال ۲۰۰۶، ژورنال نیچر، وبلاگ فارینگیولا را وبلاگ برتر نوشته‌شده توسط یک دانشمند معرفی کرد. او منتقد صریح طراحی هوشمند و آفرینش‌گرایی است. همچنین از فعالان در زمینه مناقشه میان خلقت-فرگشت در آمریکا است. مایرز در سال ۲۰۰۹ جایزه انسان‌گرای سال و در سال ۲۰۱۱ جایزه بین‌المللی انسان‌گرا را دریافت کرد. سیارک پل‌مایرز ۱۵۳۲۹۸ به افتخار او نام‌گذاری شده‌است.